# Кадыков, Иван Герасимович
Ива́н Гера́симович Кадыков (25 января 1889 или 25 января [6 февраля] 1889 — 8 июля 1918, Чебоксары, Казанская губерния) — чувашский революционный деятель, левый эсер.

## Биография
Родился 25 января 1889 в деревне Большое Шахчурино Чебоксарского уезда (ныне в составе Чебоксар)
Учился в Икковском двухклассном училище, где был арестован за антигосударственные выступления и участие в переделе помещичьих земель. Приговорён к каторжной тюрьме и вечному поселению в Сибири. В феврале 1917 года освобождён из ссылки.
В июне 1917 года организовал Чебоксарский волостной земельный комитет, а 2 июля 1917 года подвергся аресту за революционные выступления, однако скоро был освобождён.
В ноябре 1917 года был включен в состав Временного исполкома на съезде Советов крестьянских депутатов Чебоксарского уезда.
Убит антисоветски настроенной толпой во время выступления 8 июля 1918 года в Чебоксарах во время многолюдного митинга по вопросу мобилизации в ряды Красной Армии, насмерть забит камнями. 

## Память

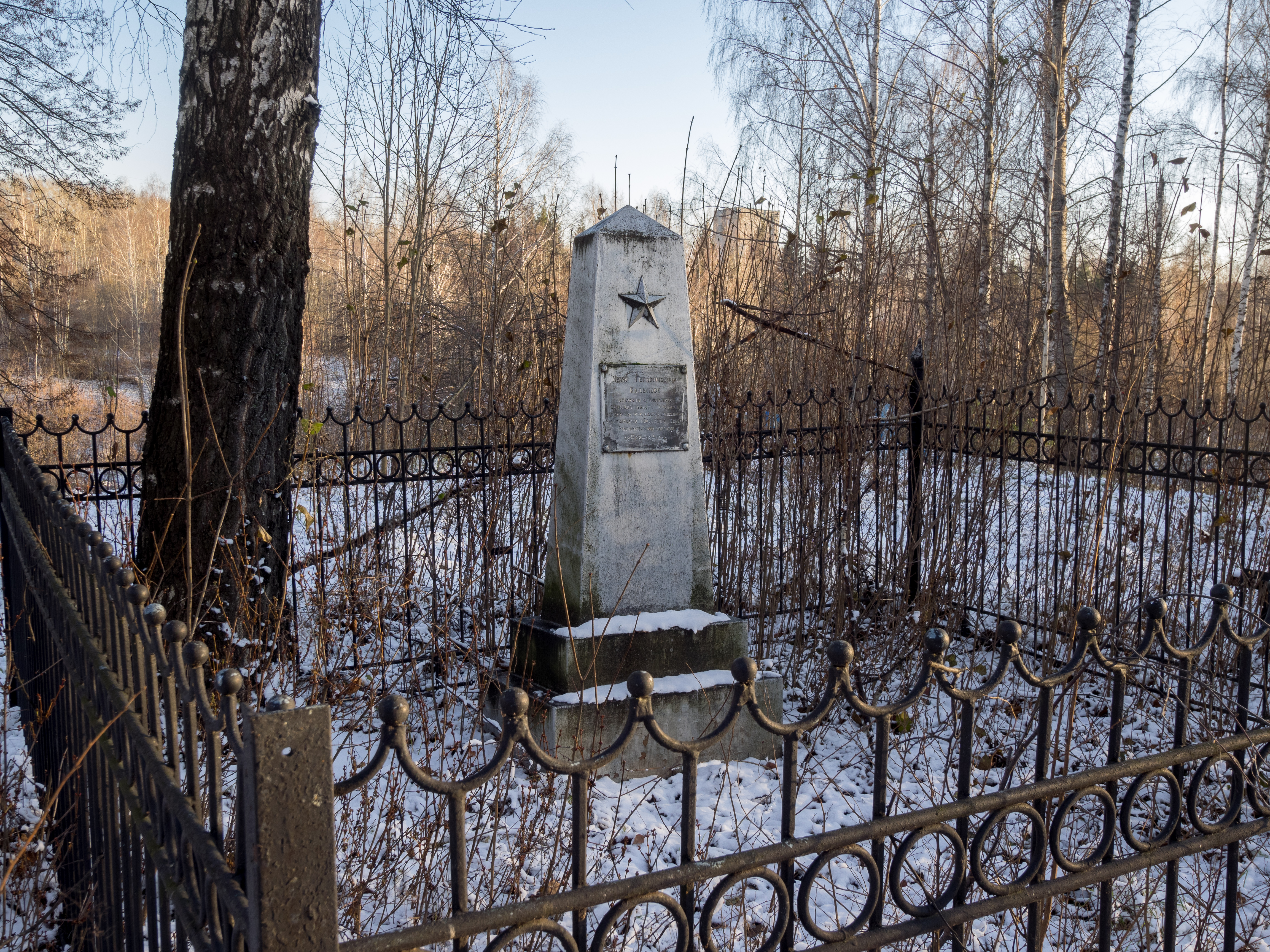
Могила И. Г. Кадыкова

- Опасаясь беспорядков, исполком Совета не разрешил хоронить его на городском кладбище. Похоронен на Альгешевском кладбище. Могила Кадыкова имеет статус историко-культурного объекта регионального значения[3]
- Именем Кадыкова названа одна из улиц города Чебоксары.